# Stochove
Stochove, afkomstig uit het graafschap Zutphen, was van de zestiende tot de negentiende eeuw een prominente familie in Brugge.

## Stochove in Gelre
De Stochoves behoorden tot een familie die haar oorsprong had in het hertogdom Gelre, graafschap Zutphen. De familietraditie wilde dat leden van deze familie deelnamen aan de kruistochten in de 12e-13e eeuw. Ze behoorden, zo hielden ze voor, tot de rasadel waarvan de adellijke oorsprong uit zo onheuglijke tijden stamde dat deze oorsprong nooit door een adelsverheffing bevestigd hoefde te worden.
De oorsprong van de familie lag, volgens haar eerste genealoog en meteen ook afstammeling, de Brugse burgemeester Karel-Aeneas de Croeser, in het gebied tussen Zutphen en Doesburg aan de IJssel. De eerste op een document terug te vinden naamdrager is Giselbertus Stochove, echtgenoot van Peronne van Berchem, die in 1312 als lid van de landelijke adel samen met de graaf van Gelre en andere edellieden de Vrijkeure voor de stad Arnhem ondertekende. Dit wordt vermeld in de in 1639 gepubliceerde Historia Gelriae door de Nederlandse geschiedschrijver Johannes Pontanus (1571-1639).
Van hun zoon, Otho Stochove, weten we alleen dat hij huwde met Catharina van Rye. Die hun oudste zoon, Albert Stochove, trouwde met Maria van Volden, dochter uit een andere Doesburgse familie waarvan later eveneens leden naar Brugge uitweken. De tweede zoon, Conrad Stochove, huwde in 1398 met Adigildis van Zelst. Hun zoon, Wouter Stochove, huwde in 1440 met een dame Foyaert. Zij hadden een zoon, Diederik Stochove, die in Doesburg huwde met Mathilde Wynckelman, uit een oude Gelderse familie. Haar vader Bernard Wynckelman was wethouder van Doesburg en haar moeder Mathilde Kranesteyn behoorde eveneens tot de Gelderse adel. Ook van de Wynckelmans kwam later een tak naar Brugge.

## Otho Stochove naar Brugge

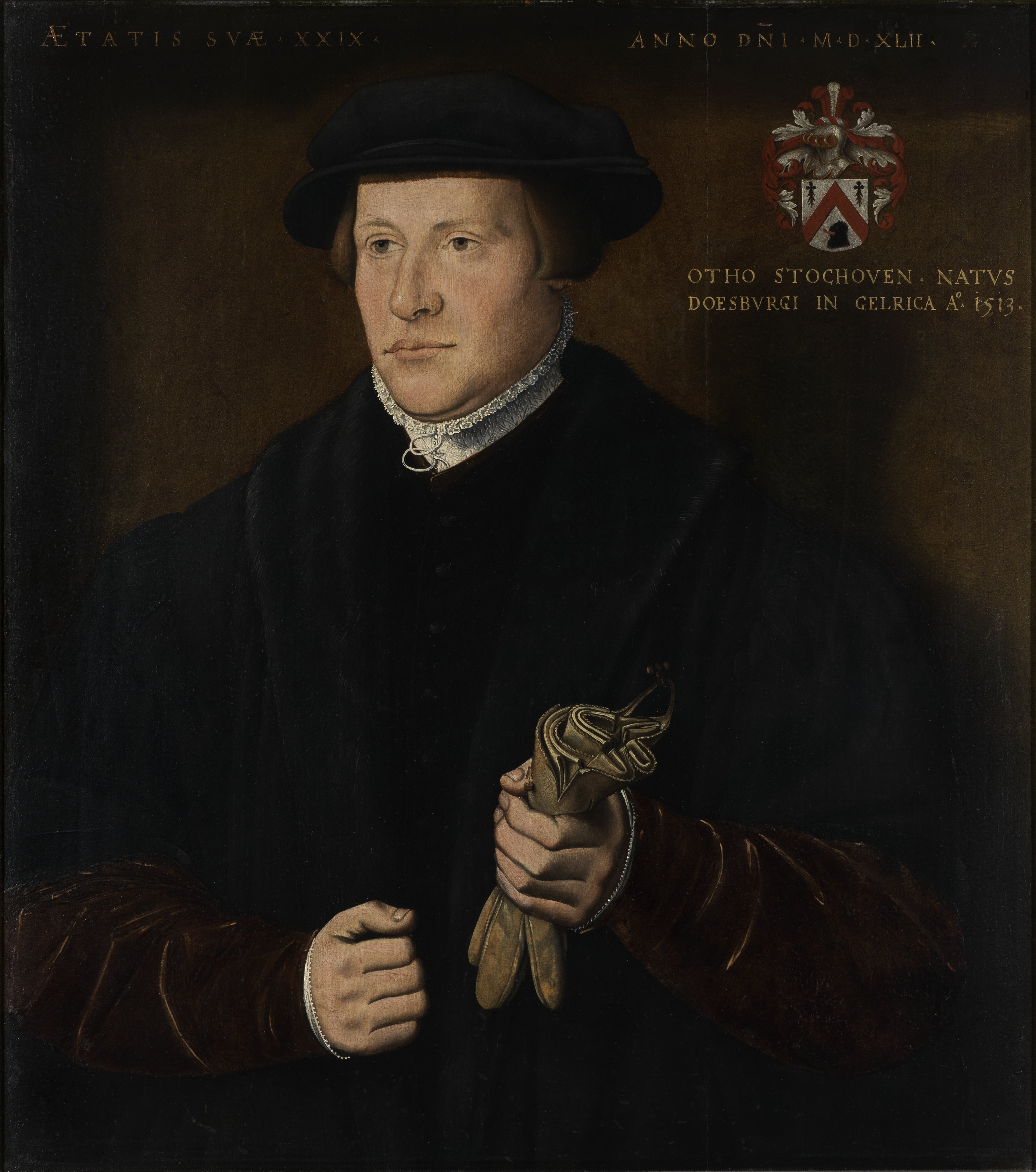
Otho Stochove

De zoon uit het huwelijk Stochove – Wynckelman, Otho Stochove, werd in Doesburg geboren op 25 maart 1513. In 1540 kwam hij wonen bij zijn al eerder naar Brugge uitgeweken oom Reinier Wynckelman, die er uit twee huwelijken dertien kinderen aan het grootbrengen was en zich in de Brugse leidende kringen had ingewerkt, zoals zijn gouverneurschap van de Bogaerdenschool aantoont. 
De kroniek zegt dat Otho Stochove vluchtte voor de successieoorlogen die in de hertogdommen Kleef, Gulik en Gelderland woedden en die zowel zijn goederen als zijn geloofsovertuiging in gevaar brachten. In een attestatie daterend van 1650, opgesteld door de wapenherauten van Brabant en Vlaanderen op verzoek van burgemeester Vincent Stochove, wordt vermeld dat de oorlog de ondergang van de familie betekende en dat zij het slachtoffer werd van de geduchte Gelderse krijgsheer Maarten van Rossem. 
In 1543 (of 1545) trouwde Otho Stochove met Barbara Van Eck, uit een Gelderse adellijke familie. Ook haar vader, Jan van Eck († 1584), was naar Brugge gevlucht en was er getrouwd met Maria Lauwers († 1550). Het is wellicht naar aanleiding van zijn huwelijk, of in voorbereiding er op, dat de jonge Stochove zijn portret liet maken door Ambrosius Benson. Door zijn huwelijk werd hij poorter van Brugge. Het echtpaar woonde in een voorname wijk, langs de huidige Spinolarei.
Onduidelijk is welke activiteiten hij uitoefende Stochove in Brugge. De attestatie van 1650 vermeldt dat hij in het Brugse verschillende hoven van plaisance bouwde, zodat hij ofwel niet onbemiddeld naar Vlaanderen was afgezakt, ofwel hier een winstgevende activiteit had gevonden. Als het een zakelijke activiteit was, dan zeker een die als eerbaar werd beschouwd, aangezien hij een adellijke status voerde. 
Otho Stochove kocht enkele heerlijkheden, waarover de attestatie van 1650 verklaarde: …a fait employ de son épargne en l’acquisition de plusieurs beaux et seigneuriaux fiefs. Zo verwierf hij de heerlijkheid Gaesebeke in Frans-Vlaanderen, een leen dat in een latere generatie zou overgaan op de familie Van Steelant en nog later op een van Zuylen van Nyevelt. Dicht bij Brugge (op een halve mijl, zegt de attestatie) verwierf hij het leen de Cleenepoele, dat gelegen was in Sint-Kruis, bij de vaart naar Damme. Het is op dit domein van twaalf hectare dat hij zijn buitenverblijf had. Nog in het midden van de achttiende eeuw behoorde het toe aan zijn nazaten.

## Stadsbestuurder in woelige tijden
Otho Stochove woonde al veertig jaar in Brugge toen hij voor het eerst op het publieke forum verscheen. In 1579 werd hij raadslid en in 1582 schepen van Brugge. Dit was opmerkelijk voor iemand van wie men zegde dat hij het noorden ontvlucht was om onder meer zijn geloof veilig te stellen. Op 20 maart 1578 had immers de Gentse krijgsheer Frans de la Kethulle de Ryhove (1531-1585) Brugge ingenomen en er onmiddellijk een hervormingsgezinde magistraat aangesteld. Stochove bleek dus bereid te dienen onder burgemeester Jacob de Chantraines dit Broucqsaulx, een van de leiders van de calvinistische strekking in Brugge. 
Dit situeert hem dan ook duidelijk onder de nieuwgezinden. Van de dertien leden van het college van burgemeester en schepenen waar Stochove toe behoorde, zijn er tien waarvan met zekerheid geweten is dat ze in juni 1584 de stad ontvluchtten of verbannen werden bij de terugkeer van het katholiek en Spaans bewind. Zij komen voor op een lijst van 36 namen die door de kroniekschrijver Zeger Van Male genoteerd werd. De naam Stochove stond daar niet bij, maar men weet dat 110 niet nader vernoemde vooraanstaande gereformeerden de stad verlieten, zodat het niet onwaarschijnlijk is dat hij zich onder hen bevond. Het kan ook dat hij zich tijdens het laatste jaar van het calvinistisch bewind hiervan distantieerde en genoot van de uitgevaardigde amnestie. Het is alvast als katholiek dat hij op 27 maart 1593 in Brugge overleed. Hij werd in de Heilige Geestkapel van het Predikherenklooster bijgezet. Zijn echtgenote, overleden in 1609, en haar ouders werden onder een grafsteen in reliëf begraven in de Sint-Jakobskerk. De familie bleef dus uiteindelijk het rooms geloof trouw.

## Jan Stochove de Oude
Dat Otho Stochove enige tijd een hervormingsgezinde houding aannam lijkt evenwel duidelijk, anders zou hij nooit tot het calvinistisch stadsbestuur (1578-1584) behoord hebben en vooral niet tijdens het cruciale jaar waarin de katholieke kerken gesloten werden en de hervormde predikanten vrij hun gang mochten gaan. Die houding wordt nog bevestigd doordat ook zijn zoon Wouter Stochove (ca. 1549 – 1627) in 1582 raadslid van Brugge  was en zijn zoon Jan Stochove (1547-1622) in 1580 schepen was in een bestuur dat op 2 september 1579 persoonlijk door Willem van Oranje werd geïnstalleerd, in aanwezigheid van Filips van Marnix van Sint-Aldegonde. 
Zoals Otho Stochove, bleef zijn zoon Jan na de terugkeer van het Spaans bestuur in Brugge of kwam minstens na korte tijd naar de stad terug. We weten dit omdat hij in april 1585 voogd werd van de vijf kinderen van Antoine de Schietere (1546-1585), die met hem schepen was geweest en een actief aanhanger van Oranje was, hoewel ook hij uiteindelijk als katholiek stierf. Begin 1587 nam Stochove zijn intrek in het huis van de eveneens overleden Jan de Schietere (1535-1575) genaamd Huis van Onze-Lieve-Vrouw van Montserrat op de Mallebergplaats. Hij had na de dood van Antoine ook de voogdij op zich genomen van de kinderen van Jan de Schietere en Catherine de Damhouder. Behalve deze voogdijen, verdween Jan Stochove na 1584 in de anonimiteit. Een openbare functie was niet meer weggelegd voor iemand die onder het calvinistisch bewind een vooraanstaande plaats had ingenomen. De tijd ging hier echter over heen en meer dan vijftien jaar later, in 1601, in 1607 en in 1613 werd hij opnieuw schepen van Brugge.
Jan Stochove was gehuwd met Josine Van Steelant en zijn broer Wouter Stochove met haar zus Helena. Zij waren de dochters van Philippe van Steelant, schepen en trezorier van Brugge en van Adrienne Christiaens, dochter van schepen Joachim Christiaens. De Stochoves werden door deze huwelijken helemaal in de Brugse bovenlaag opgenomen. De familie Van Steelant, van Engels-Zeeuwse origine, was al generaties in Brugge ingeburgerd en bezat een aantal eigendommen op en rond Sint-Gilliskerkhof. Sint-Gillis werd de kerk waar gedurende enkele generaties de Stochoves begraven werden.

## Jan Stochove de Jonge
Ondertussen was ook al een nieuwe generatie actief. Zoon Jan Stochove (1571-1616) werd in 1602 raadslid en in 1604 en 1605 schepen van Brugge. Hij was gehuwd met Marie Reyvaert, genaamd van Sinte-Catharina, de naam van een leen gelegen op de parochie Sinte-Catharina buiten Oostende, onder het s'Heerwoutermansambacht. Het leen bestond uit twaalf hectare schorrengrond die verhuurd werd. Zij was de dochter van Ange Reyvaert, schepen en trezorier van Brugge en van Isabella Van Volden, zelf dochter van Gerard van Volden en Marie Anchemant, aldus aantonend dat de Gelderse uitgewekenen in Brugge ook in de volgende generaties nauw bij elkaar bleven aansluiten. De oom van Marie Reyvaert was de belangrijke humanist en jurist Jacobus Reyvaert (1534-1569), schepen van Brugge en later rector van de universiteit in Dowaai.
Jan Stochove speelde een maatschappelijk rol in Brugge. In 1598 was hij proost van de Rederijkerskamer van de Heilige Geest en in hetzelfde jaar werd hij, als eerste van de familie, lid van de Edele Confrérie van het Heilig Bloed. Hij was amper vijf en veertig toen hij stierf en werd overleefd door zijn vader die vijf en zeventig werd.

## Vincent Stochove: een hoogtepunt voor de familie
Dat de relatieve ongenade die de familie had ondergaan helemaal voorbij was, zou blijken in de volgende generatie, toen de naam Stochove tot een der voornaamste, zo niet de voornaamste van de stad werd opgetild. Degene die hiervoor zorgde was Vincent Stochove van Sinte-Catharina (1605–1679), de zoon van Jan. Zijn carrière wordt in een apart lemma ontleed.

## Jan-Corneel Stochove
Vincent Stochove had vier dochters en één zoon, Jan-Baptist-Corneel Stochove (1638-1696), die pensionaris van de stad Brugge werd. Deze functie, voor de ambtelijke taken vergelijkbaar met die van een stadssecretaris en voor de gerechtelijke taken met die van een onderzoeksrechter of procureur, vereiste een universitair diploma. In 1675 was hij gouverneur van de Berg van Charitate.
In 1683 huwde hij met Catherine Arents, de dochter van Leonard Arents en van Maria van Wymeersch. De familie Arents was welvarend geworden door handel drijven en was op weg om in de adelstand te worden opgenomen. Verschillende onder hen, waaronder Leonard, waren lid van de Brugse Gilde van Makelaars.
Stochove was al vijfenveertig toen hij trouwde en amper achtenvijftig toen hij stierf. Het echtpaar had minstens acht kinderen, waaronder drie zoons die de volwassen leeftijd bereikten, maar van wie slechts één huwde en zorgde voor de voortzetting van de familienaam.

## Karel Emmanuel Stochove
Karel-Emmanuel Stochove (1690-1735), derde zoon van Jan-Corneel volgde de cursus honorum, die nu een vaste gewoonte was in de familie. In 1725 werd hij raadslid en van 1727 tot 1734 was hij schepen. Hij werd gouverneur van de Berg van Charitate en was tevens voogd van het Sint-Juliaangasthuis. Hij was lid van een aantal godvruchtige genootschappen: de Edele Confrérie van het Heilig Bloed, de Confrérie van Onze Lieve Vrouw van den Drogen Boom, de Confrérie van het Heilig Kruis en die van de Twaalf Apostelen. Hij was ook lid van de Sint-Jorisgilde van kruisboogschutters en van de Sint-Michielsgilde van schermers.
In 1721 huwde hij met Maria-Jacoba Rommel, met wie hij vijf kinderen had. Zij was de dochter van Nicolaas Rommel, die niet minder dan zestig jaar lang een invloedrijk schepen van het Brugse Vrije was. Leden van de oude patriciërsfamilie Rommel oefenden al generaties overheidsfuncties uit. Toen Maria in 1732 overleed, hertrouwde Stochove met Maria de Meulenaere dit Van Belle, dochter van een andere schepen van het Brugse Vrije. Hem was evenwel zelf geen lang leven beschoren en ook zijn tweede echtgenote overleed in 1741. De vijf jonge wezen werden toevertrouwd aan hun tante Thérèse Rommel en kwamen onder de voogdij van hun ooms Aybert van Huerne de Schiervelde en Jeroen Arrazola di Oñate. 
De boedelbeschrijving  die na het overlijden van Karel Stochove werd opgemaakt laat toe de fortuintoestand van de familie na te gaan. De opeenvolgende generaties hadden in totaal twaalf lenen en leenrenten verworven. Sinte-Catharina en Cleenepoele waren er nog steeds bij en daarnaast waren er kleine lenen in Woumen, in Ruiselede, in Mannekensvere, in Koolkerke en in Vlissegem. In Brugge bezaten ze lenen waarop huizen waren opgetrokken: een huis aan de Sint-Gilliskerk, het huis 'de Nachtegaal' aan de Sint-Walburgakerk, twee huizen in de Hoogstraat, vijf huizen aan het Biskajerplein en de Spiegelrei, waaronder 'Groot Turkije' en 'Klein Turkije' en verschillende huizen op het Sint-Maartensplein die in gebruik waren door de paters jezuïeten. Daarnaast bezaten ze enkele hofsteden in volle eigendom, onder meer in Koekelare en Slijpe en obligaties op overheidsorganismen. 
Het ouderlijk huis op de Garenmarkt werd grondig opgeknapt en in huur gegeven aan het echtpaar Charles van der Beke (1705-1772) en Marie Anchemant, tenzij het aan diens vader Charles Van der Beke (1676-1754) was, weduwnaar van Anne-Marie Van Volden (1681-1717) en echtgenoot van Marie-Anne de Corte (1680-1746), respectievelijk de ouders en de grootouders van onder meer de dichter-edelman Charles van der Beke de Cringen. Het buitenverblijf in Sint-Kruis werd aan jonkheer Willem Le Poyvre verhuurd. De verkoop van de inboedel bracht duizend pond op en de teruggave van de borgstelling als schepen van de stad, de zogenaamde 'engagère' deed veertienhonderd pond in het patrimonium terugkeren. De nalatenschap was voldoende om aan de jonge wezen een behoorlijke opvoeding te verzekeren en ze voortreffelijk uit te huwelijken. 
De oudste zoon, Karel Stochove (1724-1785), bleef vrijgezel, maar werd schepen van het Brugse Vrije. De tweede, Nicolas Stochove van Sinte-Catharina (1726-1812), pensionaris en griffier crimineel van het Brugse Vrije, trouwde met Jeanne van Ockerhout (1742-1802), met wie hij dertien kinderen had. De dochter Marie-Charlotte (1724-1774) huwde met Charles de Croeser (1701-1773). Zij werden de ouders van baron Karel-Aeneas de Croeser (1746-1828), die in de Franse (1803-1813) en Hollandse (1817-1827) tijd als burgemeester van Brugge een belangrijke rol speelde en ook als genealoog zijn sporen verdiende.

## Jan-Aybert Stochove
De derde zoon Jan-Aybert Stochove (1727-1797) huwde met een enige dochter, Catherine-Thérèse Perduyn de Buytswalle (° 1736), laatste naamdraagster van een heel oude familie, die haar stamboom had vanaf Robert Perduyn, raadsheer in 1235 van gravin Johanna van Vlaanderen. De vader van Catherine, Pieter Perduyn was schepen van het Brugse Vrije en haar moeder was Thérèse de la Villette d’Altena. Het echtpaar Stochove-Perduyn had tien kinderen. Hoewel vier hiervan zoons waren en ook broer Nicolas acht zoons had, was het einde van het geslacht Stochove in zicht: twee generaties later waren de naamdragers uitgestorven. 
Jean-Aybert speelde geen rol in de stad en beperkte zich tot het statig bewonen van zijn herenhuis in de Nieuwstraat en zijn campagne in Moerkerke en met het beheren van zijn vermogen. Men zal zijn naam nergens aantreffen, noch als voogd van een liefdadige instelling, noch in de Sint-Jorisgilde, noch in de Société Littéraire, noch in de Edele Confrérie van het Heilig Bloed, noch onder de contribuanten van de Kunstacademie, noch onder de leden van de Confrérie van het Concert, waarvan zijn broer Nicolas een van de actieve gangmakers was. Men zou haast gaan denken dat hij onbestaande was, ware het niet dat hij in 1796, naar aanleiding van de door de Fransen opgelegde gedwongen lening, behoorde tot de hoogst getaxeerde inwoners. 
Slechts een van zijn zoons, Jean-Charles Stochove (1762-1829), trad in het huwelijk en speelde een maatschappelijke rol. Hij trouwde in 1793 met Isabelle Coppieters (1772-1854). Nog even bekleedde hij onder het ancien régime een functie als redenaar van het Proosse, in 1788 (tot aan de Brabantse Revolutie eind 1789) werd hij gemeenteraadslid van Brugge en in 1792 werd hij nog tot voorzitter benoemd van het feodaal gerechtshof van het Proosse. In augustus 1800 maakte hij deel uit van de eerste gemeenteraad die weer conservatieve allures kreeg, in 1804 werd hij adjoint au maire (schepen) van Brugge en bleef dit ook nog onder het Verenigd Koninkrijk der Nederlanden. Niet voor lang echter, want in 1817 nam hij ontslag. Hij was namelijk bij herhaling in aanvaring gekomen met de provinciegouverneur. Het ging in de eerste plaats om kwesties van kerkelijke aard. Zo had hij niet willen beletten dat de bisschop van Orleans in naam van de bisschop van Gent het vormsel was komen toedienen. Het was aan buitenlandse geestelijken verboden hun functie op het grondgebied van het Verenigd Koninkrijk uit te oefenen. Stochove had zich ook met klem verzet tegen de voorgenomen sluiting van het klooster van de zusters coletienen. Zijn zus Maria Catharina Stochove (1767-1828) was begijn in het Brugs Begijnhof en tevens 'wereldlijke moeder' van de arme klaren coletienen, zodat Jean-Charles Stochove met bijzondere belangstelling deze zaak volgde en de verdediging van het klooster op zich nam. De directe aanleiding tot zijn ontslag in maart 1817 was de stijgende levensduurte tijdens de winter 1816-17, waarbij hij van oordeel was dat de regering onvoldoende steun verleende aan de plaatselijk noodzakelijk geoordeelde maatregelen. 
In 1819 werd hij lid van de Edele Confrérie van het Heilig Bloed en kerkmeester van de kerk van het Begijnhof. Hij ligt daar trouwens samen met zijn zuster Maria begraven. Ondanks zijn oppositie tegen het Verenigd Koninkrijk liet hij toch, in september 1822, samen met zijn zus de begijn, zijn adellijke titel erkennen door Willem I.
Jean-Charles Stochove was ook voorzitter van de Armenkamer, de zogenaamde 'Jointe' die bestond naast en gedeeltelijk onder het gezag van de Burgerlijke Godshuizen. In die functie speelde hij een beslissende rol bij het aantrekken in 1822 van de toen nog jonge Gentse Congregatie van de Broeders van Liefde, voor het openen van een lagere school in Brugge. Hij zat de bestuurscommissie van die school voor en ook in die functie moest hij zich tegen Den Haag verzetten, waar men helemaal niet opgezet was met broederscholen en onder meer de Brugse school wilde sluiten, wat evenwel door het plaatselijk verzet verhinderd werd.

## Jean-Aybert Stochove
Jean-Charles had een zoon en een dochter die ongehuwd bleven, Jean-Aybert Stochove (Moerkerke, 1794 - Brussel, 1857) en Isabelle (1797-1869). In zijn jonge jaren was Jean-Aybert een hevig tegenstander van het Hollands regime. Zo verscheen van hem in diezelfde maand maart 1817 waarin zijn vader ontslag nam, een artikel in de Journal constitutionnel, commercial et littéraire de la province d’Anvers, waarin hij het voortbestaan hekelde van het buitengewoon gerechtshof dat op 20 april 1815 was ingesteld. Willem I had, naar aanleiding van de bedreiging die de terugkeer van Napoleon uit het eiland Elba betekende, deze uitzonderingsrechtbank opgericht, teneinde snelrecht te kunnen uitspreken tegen oproerige elementen. Jean-Aybert Stochove vond het voortbestaan van die rechtbank ongehoord en veroordeelde dit als een ontwrichting van de gewone rechtsprocedures, omdat die rechtbank verder werd ingezet om tegenstanders van het nieuwe koninkrijk te berechten. 
Zijn protest kwam er op het ogenblik dat de Brugse publicist en priester Leo de Foere (1787-1851) was gearresteerd en acht dagen voor hij door die rechtbank tot twee jaar gevangenisstraf zou worden veroordeeld. In hetzelfde artikel bekritiseerde Stochove ook heftig het tolrecht, dat de haven van Antwerpen lam legde. Het was hiermee duidelijk, zo betoogde hij, dat de Belgen slechts als 'de vils ilotes' (vuige lijfeigenen) van de Hollanders werden beschouwd. Hij werd onmiddellijk voor ditzelfde speciaal gerechtshof gedaagd en tot een boete van tweehonderd vijftig gulden plus de proceskosten veroordeeld. 
Jean-Aybert Stochove hield zich voortaan gedeisd en beperkte zich de volgende veertig jaar tot het rustig rentenieren in de ouderlijke woning in de Nieuwstraat. Zijn fortuin maakte dat hij behoorde tot de verkiesbaren voor de Senaat, maar hij oefende nooit enig openbaar ambt uit. Met hem verdween de laatste mannelijke naamdrager Stochove.
De twintig jaar jongere zus van Jean-Charles, Thérèse-Marie Stochove (1782-1818), huwde met Charles-Bernardin Coppieters (1774-1864). De kinderen uit dit huwelijk voegden de naam van de uitgestorven familie Stochove bij de hunne. Zonder veel gevolg, want ook van deze familie waren een paar generaties later de naamdragers uitgestorven.

## Stochove als voorbeeld
De familie Stochove kan model staan voor de snelheid waarmee in de 16de eeuw recent ingeweken bewoners zich konden doen aanvaarden door de leidende kringen. Al vanaf de eerste generatie werden ze opgenomen in het bestuur van de stad. Tegen die tijd – vooral tijdens het calvinistisch bestuur - werd niet meer aan de voorwaarde vastgehouden dat men niet alleen poorter van de stad moest zijn, maar tevens in het graafschap Vlaanderen geboren. Het inburgeren belette niet dat nog gedurende verschillende generaties de banden met andere uit het Noorden afkomstige families, net iets nauwer waren dan met de andere vooraanstaande families van de stad.
De tweede helft van de 16de eeuw was voor deze inwijkelingen, zoals voor niemand, gemakkelijk. Welke kant moesten ze kiezen? Sommigen bleven zonder meer trouw aan het katholiek geloof en aan de Spanjaarden. Na 1584 konden zij en hun kinderen ongestoord de cursus honorum hernemen. Andere kozen voor de Reformatie, kenden een korte glorietijd tussen 1578 en 1584 en moesten daarna ofwel naar het noorden vluchten, ofwel zich neerleggen bij de evolutie en zich lange tijd stil houden. De keuze tussen beide liep vaak dwars door de families. De aan Stochove aanverwante familie Wynckelman was hiervan een van de voorbeelden. Otho Stochove verkoos in Brugge te blijven en zich aan de nieuwe toestand aan te passen, met als gevolg dat, na een periode van vagevuur, hij en zijn nazaten ongestoord hun voorname rol in Brugge konden verder spelen.
Niets blijft evenwel duren. De ambitie die gedurende verschillende generaties aanwezig was, ebde weg. Ze werd overgenomen door de familie Coppieters, waarvan een tak duidelijk de opvolging van de Stochoves nam. Deze tak zou in de 19de eeuw in Brugge een belangrijke rol blijven spelen: Charles-Bernardin Coppieters als lid van de Tweede Kamer in de Hollandse Tijd, constituant in 1830, nadien volksvertegenwoordiger en voorzitter van de rechtbank, zijn broer Jean-Baptiste Coppieters 't Wallant als burgemeester van Brugge en die zijn zoon Jean-Baptiste, gehuwd met zijn nicht Coppieters Stochove als volksvertegenwoordiger. Hoewel het echtpaar Charles-Bernardin Coppieters-Stochove acht kinderen had, waren er maar weinig mannelijke nakomelingen. De laatste mannelijke Coppieters-Stochoves waren de historici Ernest Coppieters-Stochove (1848-1936) en zijn zoon Hubert Coppieters-Stochove (1876-1950). De lofwaardige poging om de naam Stochove in ere te houden, bereikte hiermee haar definitief eindpunt.
Ook al zijn de naamdragers van het geslacht Stochove verdwenen, zeer talrijke nazaten langs de vrouwelijke lijn stammen van hen af, met onder hen koningin Mathilde van België.